# RTT 2
RTT 2 (arabe : إ ت ت 2) (Radiodiffusion-télévision tunisienne 2) est une chaîne de télévision publique et généraliste tunisienne ayant émis entre 1983 et 1989.

## Histoire
Les Français, qui désirent installer dès 1966 le relais de la deuxième chaîne de l'ORTF en Tunisie, se heurtent au refus des responsables tunisiens. Les responsables de l'ORTF acceptent en 1969 de financer la création d'une deuxième chaîne tunisienne francophone, d'aménager au siège de la RTT un studio équipé de moyens techniques légers de transmission et d'installer quatre émetteurs et réémetteurs autour de la capitale et dans le nord du pays. Le projet trébuche et l'accord n'est signé qu'en 1982.
Le décret du 25 décembre 1982 prévoit la création au sein de la direction de la télévision d'une sous-direction de la chaîne internationale qui doit « assurer la conception, la programmation, la production et la diffusion des programmes en langue française ».
Lancée officiellement le 12 juin 1983 à 20 h 30 par l'hymne national, la RTT 2 diffuse ses programmes quotidiennement entre 20 h 30 et 23 h 0 (19 h 0 à minuit le samedi et le dimanche) à partir du studio 12 de la maison de la RTT. Cependant, mis à part son journal télévisé, la chaîne n'est pas dotée d'un budget propre ni de moyens de production.
Les 10 % du budget total de la télévision tunisienne qui lui sont alloués servent en priorité à la rémunération de son personnel. À cela vient s'ajouter une programmation peu attrayante. Faute de direct et de spontanéité, les responsables de la seconde chaîne se contentent de sélectionner des programmes provenant des chaînes publiques françaises et de TV5. Une étude effectuée en 1988 crédite la RTT 2 d'une audience hebdomadaire de 20 %.
La chaîne disparaît en 1989 lorsque son antenne est cédée à la diffusion des émissions de la deuxième chaîne de télévision française, Antenne 2 (devenue France 2 en 1992) jusqu'à la fin octobre 1999, date à laquelle Canal 21 (qui depuis 1994 émet quotidiennement sur le même canal pendant plus de deux heures) obtient l'utilisation exclusive du réseau.

## Speakerines
Quatre speakerines ont été choisies lors du lancement de la chaîne en 1983 : Donia Chaouch (animatrice de radio sur RTCI), Salwa Sejir (présentatrice du programme en italien sur RTCI), Raoudha Riza et Narjès Bouaziz. Plus tard se sont ajoutées Lilia Ben Dkhil (speakerine en arabe sur la RTT 1) et Samia Maghrebi.

## Journal télévisé
Le Journal de la 2 a pris le relais du Téléjournal diffusé entre 1968 et le 11 juin 1983 sur la RTT. Il est diffusé quotidiennement à 21 heures et dure vingt minutes. Lors du lancement de la chaîne, la musique utilisée au générique est un extrait de la version maxi de Fade to Grey du groupe Visage.
Parmi les présentateurs du journal figurent Kamel Cherif, Hassine Bettaïeb, Ridha Bouguezzi, Sejir Jelassi, Haithem Lasram, Sonia Touil et Ilham Jemaï.

## Émissions
Hormis son journal télévisé, la RTT 2 produisait peu d'émissions :
- Citations du Président (1983-1987) : tous les jours à 20 h 33 ;
- Télé 7 jours : présentation des émissions de la semaine, présentée le samedi après le journal en alternance par Donia Chaouch et Salwa Sejir ;
- Sport sans frontières : images sportives mondiales de la semaine, présentée le jeudi par Hassine Bettaïeb.

## Séries et feuilletons
- Dynastie
- Flamingo Road
- MacGyver

## Mire
La RTT 2 a utilisé une mire de type Philips PM5544.

## Ouverture et clôture d'antenne
L'ouverture d'antenne se compose de deux parties : l'hymne national (Ala Khallidi jusqu'en 1987 puis Humat Al-Hima) avec des images du drapeau national flottant, puis un clip montrant un émetteur de télévision au sein d'un ciel nuageux avec l'inscription RTT 2 qui s'affiche progressivement. Le fond musical de ce clip est la minute finale de Nucleogenesis Part 2 de Vangelis.
La clôture des émissions utilise les deux parties mais dans l'ordre inverse.